# Bibliotheca Alexandrina
De Bibliotheca Alexandrina (Arabisch: مكتبة الإسكندر ; Maktabat al-Iskandarīyah) is een belangrijke bibliotheek annex cultureel centrum in de Egyptische stad Alexandrië. De bibliotheek is opgericht als herinnering aan de klassieke Bibliotheek van Alexandrië en is ook een poging om iets van de oude glorie te herstellen.

## Ontstaansgeschiedenis

Buitenaanzicht.

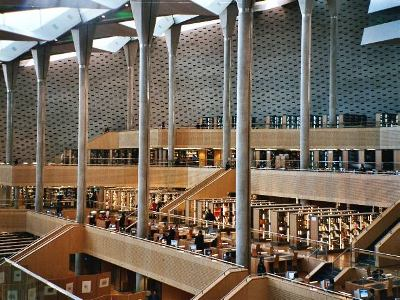
Binnenaanzicht.

In de jaren 60 ontstond er met steun van de Egyptische regering een initiatief om een nieuw studiecentrum en bijbehorende bibliotheek te stichten die het belang van de oude bibliotheek moest evenaren. In 1995 werd met de bouw begonnen vlak bij de vestigingsplaats van de beroemde oude bibliotheek en op 16 oktober 2002 werd een nieuwe uiterst moderne bibliotheek geopend.
Dit werd mogelijk door schenkingen uit de collecties van grote bibliotheken in Amerika en Europa. Ook kreeg de nieuwe bibliotheek steun van onder andere de UNESCO en grote donaties aan geld en zeldzame manuscripten van machthebbers en rijke particulieren uit de Arabische wereld die ook graag een internationaal belangrijk studiecentrum in het Midden-Oosten zien.
Ook de huidige Egyptische regering wil hiermee iets van de glorie van de vroegere bibliotheek herstellen.

In 1988 koos de UNESCO uit een aantal ontwerpen het ontwerp van het Noorse bedrijf Snøhetta. In 1990 werden op een conferentie de eerste fondsen geworven, 65 miljoen dollar, voornamelijk van Arabische landen. De totale kosten bedroegen ongeveer 220 miljoen dollar.

## De collectie
De bibliotheek bevat een museum, planetarium en een grote verzameling Arabische handschriften uit het Midden-Oosten. De bibliotheek is ook een belangrijk knooppunt voor het internet in de regio. Er is bijvoorbeeld een kopie van het internetarchief aanwezig op zijn servers.

Parallel aan een materiële bibliotheek richtte men ook een virtuele verzameling op, het Wetenschappelijk Bibliotheek Collectief van Alexandrië. De elektronische bibliotheek is het werk van de kunstenares Rhonda Roland Shearer met een jaarlijks budget van een half miljoen US dollar. Deze virtuele bibliotheek wordt vanuit de hele wereld voorzien van ingescande boeken door een team van de Carnegie-Mellon University. Het is bedoeld om verschillende formats en talen te herbergen met een nadruk op eerder visueel materiaal dan op gedrukte teksten.

## Wetenswaardig
In de eerste week van februari 2011 hebben jongeren de Bibliotheca Alexandrina beschermd tijdens de ongeregeldheden bij de volksopstand in Egypte. In groepjes beschermden ze de bibliotheek tegen eventuele vandalen, regelden het verkeer eromheen en bewaakten de toegang om plunderingen te voorkomen. Volgens de directeur Ismail Serageldin ging het om een eigen initiatief.